# Wintersleep
Wintersleep är en kanadensisk indierockgrupp från Halifax i Nova Scotia. De bildades 2001 och har sedan dess släppt tre album, och i en intervju med CBC Radio 3 har Loel Campbell uppgett att de jobbar på ett fjärde. Det kritikerhyllade bandet vann 2008 en Juno i kategorin New Group of the Year, trots att de då hade hållit på i sju år. Albumet Welcome to the Night Sky var dessutom nominerad i kategorin Best Alternative Album. De har dessutom varit förband till Paul McCartney när han spelade i Halifax den 11 juli 2009. De har skivkontrakt i USA, Europa och Japan, men framgångarna är till stor del begränsade till hemlandet Kanada.

## Diskografi

### Studioalbum
- 2003 – Wintersleep
- 2005 – Untitled
- 2007 – Welcome to the Night Sky
- 2010 – New Inheritors
- 2012 – Hello Hum
- 2016 – The Great Detachment
- 2019 – In the Land Of

## Bandmedlemmar
- Paul Murphy - sång och gitarr
- Loel Campbell - trummor
- Tim D'Eon - gitarr och keyboard
- Jud Haynes - bas (hoppade av 2007)
- Jon Samuel - keyboard, bakgrundssång och gitarr (blev medlem 2006)
- Michael Bigelow - keyboard (2002-2006), bas (sedan 2007)

Flera av bandets medlemmar är med i andra band som t.ex. Holy Fuck och Contrived. Innan Wintersleep startades var Paul Murphy och Tim D'Eon med i gruppen Kary som för tillfället är nedlagd.

## Musikvideor
- Caliber (2003, regi av Brian Borcherdt)
- Sore (2004, regi av Sean Wainstein)
- Danse Macabre (2005, regi av Sean Wainstein)
- Fog (2006, regi och animation av Mirco Chin)
- Lipstick (2006)
- Listen, Listen (Listen)(2006, regi av Sean Wainstein)
- Insomnia (2006, regi och animation av Jesse Luke)
- Jaws of Life (2006, regi av Sean Wainstein)
- Weighty Ghost (2007, regi av Sean Wainstein)
- Oblivion (2008, regi av Darren Pasemko)